# Raionul Tlumaci, Ivano-Frankivsk
Tlumaci (în ucraineană Тлумацький район, transliterat: Tlumațkîi raion) este un raion în regiunea Ivano-Frankivsk, Ucraina. Reședința sa este orașul Tlumaci.

## Demografie
Componența lingvistică a raionului Tlumaci
     Ucraineană (99,67%)
     Alte limbi (0,3%)
Conform recensământului din 2001, majoritatea populației raionului Tlumaci era vorbitoare de ucraineană (99,67%), existând în minoritate și vorbitori de alte limbi.